# Amphoe Muak Lek
Amphoe Muak Lek (Thai: อำเภอ มวกเหล็ก) ist ein Landkreis (Amphoe – Verwaltungs-Distrikt) im Osten der Provinz Saraburi. Saraburi liegt in der Zentralregion von Thailand.

## Geographie
Muak Lek ist der flächenmäßig größte Landkreis in Saraburi, er liegt im Osten der Provinz.
Benachbarte Bezirke (von Norden im Uhrzeigersinn): Amphoe Phattana Nikhom, Tha Luang und Lam Sonthi der Provinz Lop Buri, die Amphoe Sikhio und Pak Chong der Provinz Nakhon Ratchasima, Amphoe Mueang Nakhon Nayok der Provinz Nakhon Nayok sowie Amphoe Kaeng Khoi und Amphoe Wang Muang der Provinz Saraburi.
Der Landkreis liegt in den Phetchabun Bergen, welche Zentralthailand von Nordost-Thailand (Isan) trennen. Im Süden der Provinz liegt der Khao-Yai-Nationalpark.

## Verkehr
Der Landkreis wird sowohl vom Mittraphap Highway (Thanon Mittraphap) wie auch der Nordost-Linie der thailändischen Eisenbahn durchkreuzt.

## Geschichte

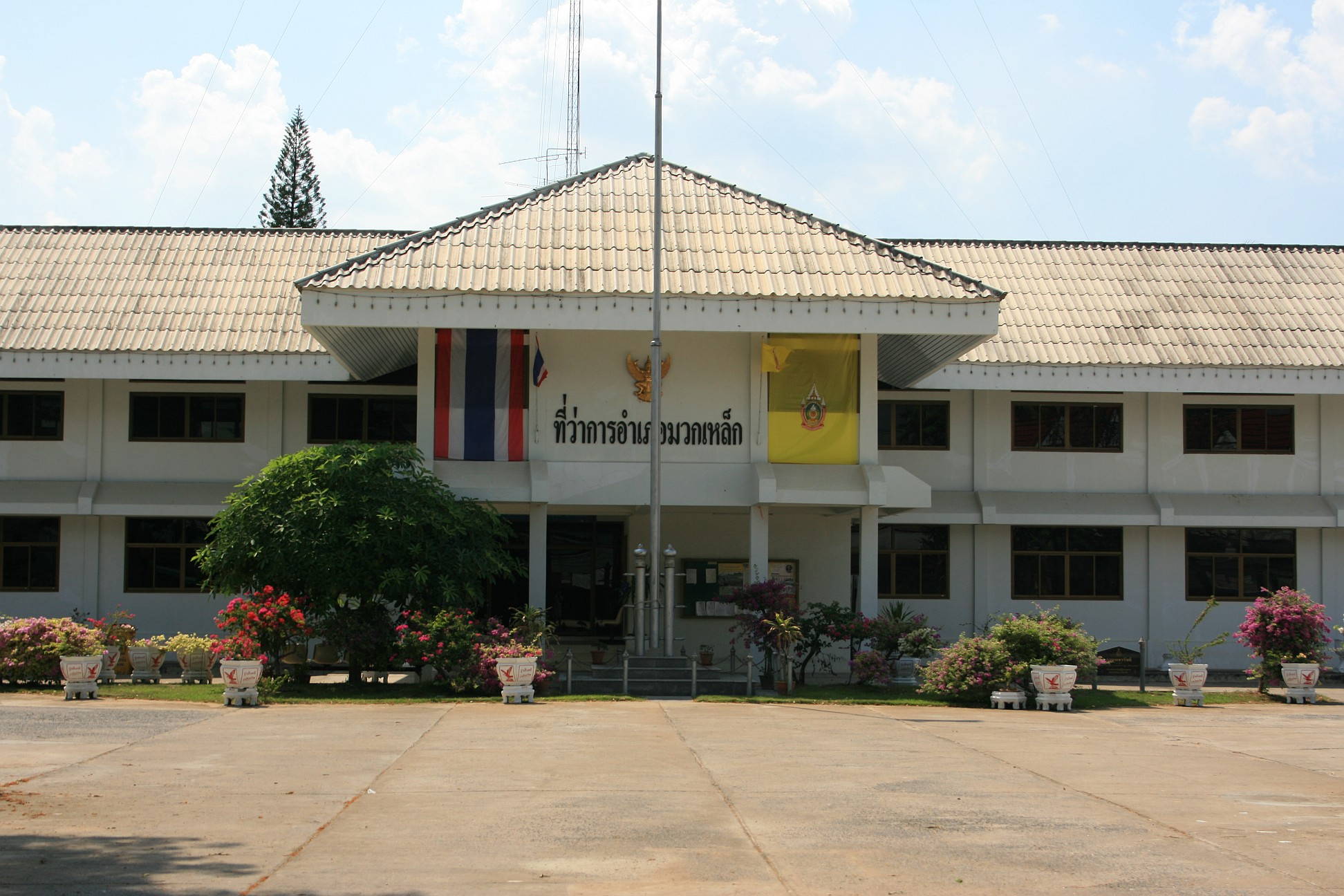
Das Verwaltungsgebäude des Amphoe Muak Lek

Der Landkreis Muak Lek wurde am 27. Dezember 1968 eingerichtet, indem das Gebiet des ehemaligen Tambon Muak Lek im Amphoe Kaeng Khoi in drei einzelne Tambon mit 33 Dorfgemeinschaften aufgeteilt, und daraus der neue Landkreis Muak Lek geschaffen wurde.
Der neue Kreis nahm am 21. Januar 1969 seine Arbeit auf, am 7. Mai 1970 wurde das derzeitige Verwaltungsgebäude eingeweiht.
Im Jahr 1988 wurde der nordwestliche Bereich abgetrennt, um daraus den „Zweigkreis“ (King Amphoe) Wang Muang einzurichten.

## Verschiedenes
Im Amphoe Muak Lek befindet sich Mission College der Freikirche der Siebenten-Tags-Adventisten.
Außerdem befindet sich in Muak Lek die internationale Schule AIMS (Adventist International Mission School). 

## Verwaltung

### Provinzverwaltung
Der Landkreis Muak Lek ist in sechs Tambon („Unterbezirke“ oder „Gemeinden“) eingeteilt, die sich weiter in 80 Muban („Dörfer“) unterteilen.
| Nr. | Name            | Thai       | Muban | Einw.  |
| --- | --------------- | ---------- | ----- | ------ |
| 1.  | Muak Lek        | มวกเหล็ก    | 13    | 12.067 |
| 2.  | Mittraphap      | มิตรภาพ     | 10    | 10.769 |
| 4.  | Nong Yang Suea  | หนองย่างเสือ | 14    | 07.075 |
| 5.  | Lam Somphung    | ลำสมพุง     | 10    | 04.581 |
| 7.  | Lam Phaya Klang | ลำพญากลาง  | 18    | 12.301 |
| 9.  | Sap Sanun       | ซับสนุ่น      | 15    | 07.614 |

### Lokalverwaltung
Es gibt eine Kommune mit „Kleinstadt“-Status (Thesaban Tambon) im Landkreis:
- Muak Lek (Thai: เทศบาลตำบลมวกเหล็ก) bestehend aus den Teilen der Tambon Muak Lek, Mittraphap.

Außerdem gibt es sechs „Tambon-Verwaltungsorganisationen“ (องค์การบริหารส่วนตำบล – Tambon Administrative Organizations, TAO)
- Muak Lek (Thai: องค์การบริหารส่วนตำบลมวกเหล็ก) bestehend aus Teilen des Tambon Muak Lek.
- Mittraphap (Thai: องค์การบริหารส่วนตำบลมิตรภาพ) bestehend aus Teilen des Tambon Mittraphap.
- Nong Yang Suea (Thai: องค์การบริหารส่วนตำบลหนองย่างเสือ) bestehend aus dem kompletten Tambon Nong Yang Suea.
- Lam Somphung (Thai: องค์การบริหารส่วนตำบลลำสมพุง) bestehend aus dem kompletten Tambon Lam Somphung.
- Lam Phaya Klang (Thai: องค์การบริหารส่วนตำบลลำพญากลาง) bestehend aus dem kompletten Tambon Lam Phaya Klang.
- Sap Sanun (Thai: องค์การบริหารส่วนตำบลซับสนุ่น) bestehend aus dem kompletten Tambon Sap Sanun.